# Tokarahia
Tokarahia — рід вусатих китів-еомістетидів з пізнього олігоцену (чатський) Нової Зеландії. Є два визнаних види, T. kauaeroa і T. lophocephalus.

## Опис
Tokarahia відрізняється від інших еомістетид тим, що має подовжені, дорсовентрально звужені виличні відростки, які медіально вигнуті, з увігнутим бічним краєм. Два види Tokarahia відрізняються структурою вушної кістки, а також ступенем телескопії черепа.